# الذبابة (كوكبة)

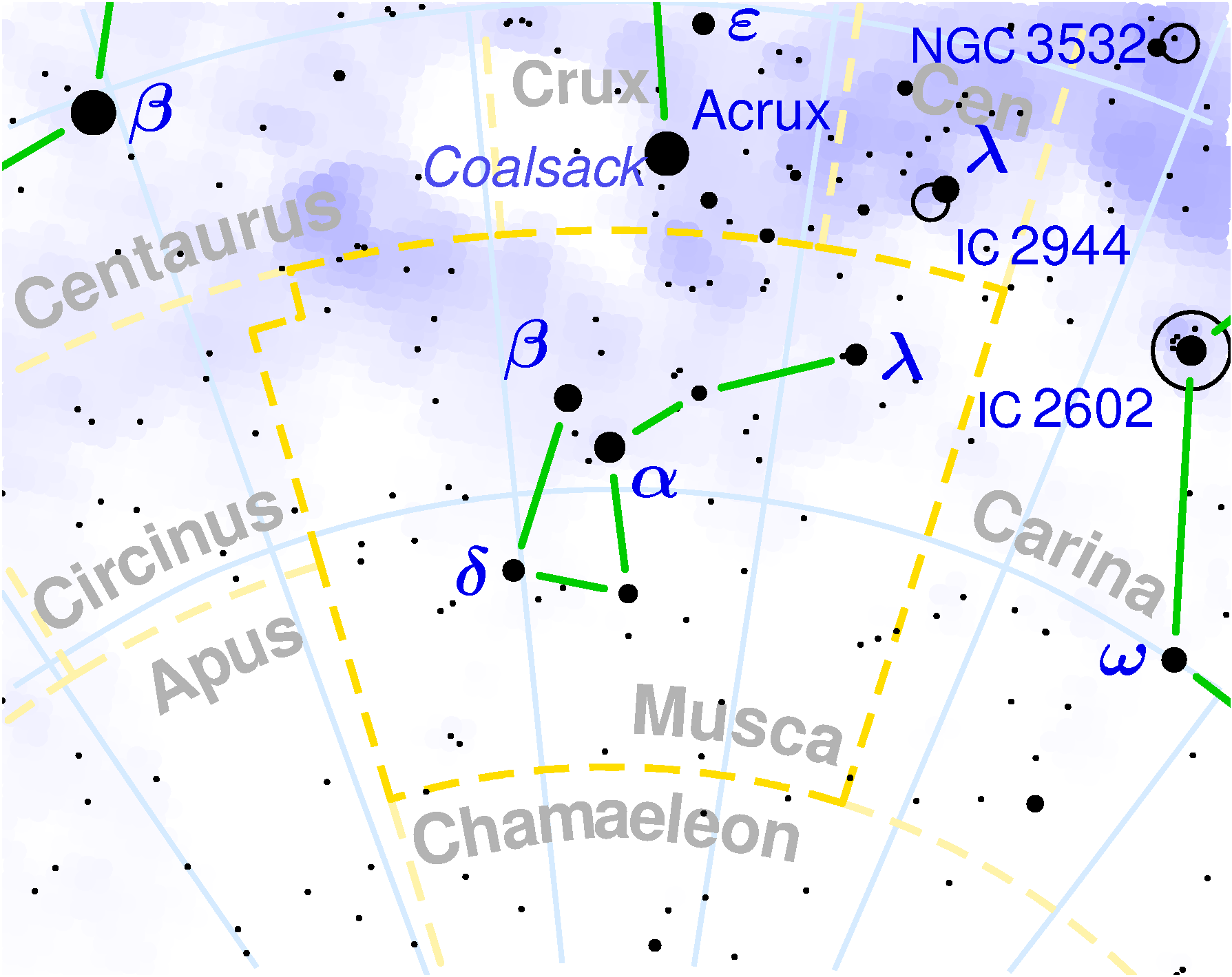
كوكبة الذبابة / Musca

كوكبة الذبابة (لاتيني: Musca) هي كوكبة صغيرة ولكن واضحة إلى الجنوب من صليب الجنوب. تضم الكوكبة نجما لافتا ذا ضوء أقوى من الدرجة الثانية.
يمر شريط درب التبانة من خلال الذبابة. من الملفت فيها السديم المعتم الذي يسمى بكيس الفحم والذي يمتد جزؤه الجنوبي في الذبابة. وهو منظر جدير بالمرافبة بواسطة المنظار.
- ترجم عن الألمانية